# Калиново (Нестеровский район)
Калиново (до 1938 — Альт-Будупёнен (нем. Alt Budupönen), до 1946 — Альтпруссенфельде (нем. Altpreußenfelde)) — посёлок в Нестеровском муниципальном округе Калининградской области.

## География
Находится в юго-восточной части Калининградской области, в зоне хвойно-широколиственных лесов, к северу от автодороги А229, на расстоянии примерно 11 километров (по прямой) к западо-северо-западу от города Нестерова, административного центра района. Абсолютная высота — 61 метр над уровнем моря.

### Часовой пояс
Посёлок Калиново, как и вся Калининградская область, находится в часовой зоне МСК−1. Смещение применяемого времени относительно UTC составляет +2:00.

## История
До 1938 года носил название Альт-Будупёнен (нем. Alt Budupönen). В период с 1938 по 1947 годы назывался Альтпруссенфельде (нем. Altpreußenfelde). В период с 2008 по 2018 годы Калиново входило в состав Илюшинского сельского поселения Нестеровского района, с 2018 по 2022 годы — в состав Нестеровского городского округа.

## Население
| 2002 | 2010 |
| ---- | ---- |
| 42   | ↘32  |

### Национальный состав
Согласно результатам переписи 2002 года, в национальной структуре населения русские составляли 71 %.